# Comuna Plenița, Dolj
Plenița este o comună în județul Dolj, Oltenia, România, formată din satele Castrele Traiane și Plenița (reședința). Este situată în partea de vest a județului Dolj, la 60 km de municipiul Craiova și la 16 km de Dunăre, în partea de nord a Câmpiei Române, la limita cu podișul Getic. Se învecinează la nord cu comuna Verbița și comuna Caraula, în sud comuna Unirea, iar în vest și nord-vest comunele Dârvari și Oprișor din județul Mehedinți.
Pe teritoriul comunei se poate întâlni atât relief de câmpie cu altitudinea până la 200 m, care cuprinde cea mai mare parte a suprafeței, cât și relief mai înalt, în zona de nord a comunei (dealul Gemeni, având o altitudine de 215 m). În împrejurimile Pleniței se mai află și dealul Strâmba (situat la sud), dealul Udubașnița (situat la nord) și alte două coline ce străbat pădurea, Padina Mare și Padina Mică, la est. Comuna este așezată pe două coline mari cu înclinări ușoare.
Clima este temperată. Temperatura medie variază între -3 °C (în ianuarie) și +23 °C (în iulie), cu minime până la -30 °C (în ianuarie și februarie) și maxime până la 40 °C (în august).
Media anuală a precipitațiilor din această zonă este cuprinsă între 500 si 700 mm. Lunile cele mai ploioase sunt mai și iunie, în această perioadă precipitațiile atingând aproape 70 mm, iar cea mai secetoasa lună este februarie, în care se înregistrează precipitații de numai 30–40 mm.
Solul caracteristic zonei în care este situată localitatea este un sol brun de pădure și cernoziom degradat.

## Demografie
Componența etnică a comunei Plenița
     Români (89,92%)
     Romi (2,31%)
     Alte etnii (0,07%)
     Necunoscută (7,7%)
Componența confesională a comunei Plenița
     Ortodocși (91,29%)
     Alte religii (0,82%)
     Necunoscută (7,89%)
Conform recensământului efectuat în 2021, populația comunei Plenița se ridică la 4.156 de locuitori, în scădere față de recensământul anterior din 2011, când fuseseră înregistrați 4.686 de locuitori. Majoritatea locuitorilor sunt români (89,92%), cu o minoritate de romi (2,31%), iar pentru 7,7% nu se cunoaște apartenența etnică. Din punct de vedere confesional, majoritatea locuitorilor sunt ortodocși (91,29%), iar pentru 7,89% nu se cunoaște apartenența confesională.

## Politică și administrație
Comuna Plenița este administrată de un primar și un consiliu local compus din 13 consilieri. Primarul, Valentin-Ștefan Brașoveanu[*], de la Partidul Social Democrat, este în funcție din 1 noiembrie 2024. Începând cu alegerile locale din 2024, consiliul local are următoarea componență pe partide politice:
|  | Partid                    | Consilieri | Componența Consiliului | Componența Consiliului | Componența Consiliului | Componența Consiliului | Componența Consiliului | Componența Consiliului |
|  | ------------------------- | ---------- | ---------------------- | ---------------------- | ---------------------- | ---------------------- | ---------------------- | ---------------------- |
|  | Partidul Social Democrat  | 6          |                        |                        |                        |                        |                        |                        |
|  | Partidul Național Liberal | 4          |                        |                        |                        |                        |                        |                        |
|  | Forța Dreptei             | 1          |                        |                        |                        |                        |                        |                        |
|  | Uniunea Salvați România   | 1          |                        |                        |                        |                        |                        |                        |
|  | Popa Mihai-Ovidiu         | 1          |                        |                        |                        |                        |                        |                        |

## Personalități născute aici
- Iacob Potârcă (1866 - 1942), medic militar⁠(d), general;
- Haralambie Grămescu (1926 - 2003), scriitor;
- Nicolae Ciucă (n. 1967), general, fost premier al României;
- Dragoș Albu (n. 2001), fotbalist;
- Cătălin Albu (n. 2004), fotbalist.